# Guglielmo di Saint-Amour
Guglielmo di Saint-Amour (Saint-Amour, 1202 – Saint-Amour, 13 settembre 1272) è stato un teologo e filosofo francese.
Teologo scolastico, fu noto soprattutto per i suoi attacchi agli ordini mendicanti.

## Biografia
Canonico nel capitolo della cattedrale di Mâcon, entrò a far parte dell'Università di Parigi dove divenne maestro in sacra pagina ed, insieme all'amico Gerardo di Abbeville, assunse la guida del corpo docente secolare nella polemica contro la presenza degli ordini mendicanti nell'ateneo francese. In tale opera fu sostenuto dal poeta Rutebeuf. Intorno al 1250-1252 esercitò la funzione di reggente della facoltà di teologia.
Dopoché i mendicanti ignorarono un appello dell'università contro le autorità parigine nel 1253, i professori imposero loro l'esclusione dall'insegnamento e l'equivalente universitario di una scomunica. Ciò portò però a un intervento di papa Innocenzo IV, che revocò questi provvedimenti. Ma come loro portavoce, Guglielmo difese con successo le sanzioni imposte dall'università davanti al Papa ad Anagni nel 1254, preservando così il diritto dei professori parigini di reclutare autonomamente i propri studenti. Nella sua difesa utilizzò gli scritti di Gerardo di Borgo San Donnino, che presentavano gli ordini mendicanti come una minaccia per la cristianità. Le sue opinioni furono inizialmente confermate da papa Alessandro IV.
Nel 1255 diffuse un opuscolo contro gli ordini mendicanti (francescani e poi domenicani), intitolato Tractatus brevis de periculis novissimorum temporum (Breve trattato sui pericoli dei tempi più recenti). L'opera manifesta il risentimento personale di Guglielmo nei confronti di ordini che raccoglievano un numero crescente di oblazioni, quote, diritti e altri atti canonici che costituivano anche la parte principale del suo reddito.
Nel trattato metteva in dubbio il diritto all'esistenza degli ordini mendicanti. Ciò gli valse un'accusa di eresia da parte di questi ultimi e l'esame
della compatibilità delle sue affermazione con le Scritture da parte del Papa a Roma.
Nel 1257 papa Alessandro IV lo condannò. Il re di Francia intendeva risolvere la questione con diplomazia, ma Guglielmo non mostrò alcuna volontà di scendere a compromessi. Attaccò anche personalmente il re, accusandolo di non essere un re, ma di essere un mendicante. Luigi IX obbedì alla richiesta del papa e lo bandì dalla Francia. Ma dopo aver continuato a predicare contro gli ordini mendicanti, fu condannato dal Papa il 5 ottobre 1256. Insieme a due dei suoi compagni d'armi, Odo di Douai e Chrétien di Beauvais, Guglielmo si recò alla corte papale a Roma per affrontare un processo. Nel verdetto finale furono confermate le sanzioni già inflittegli, ma non fu condannato per eresia.
Guglielmo si ritirò nella sua città natale, dove lanciò un nuovo attacco contro gli ordini mendicanti nel 1266 con il trattato Collectiones catholicae et canonicae scriptuare. Alla fine, però, fallì nelle sue posizioni, anche a causa della superiorità teologica dei suoi avversari degli ordini mendicanti, come Tommaso d'Aquino e Bonaventura.
Morì il 13 settembre 1272.